# Drapeau du Togo
Le drapeau du Togo arbore, en haut à la hampe, une étoile blanche dans un canton rouge. Ce canton est accompagné de cinq bandes horizontales d'égale largeur, trois vertes (en haut, au centre et en bas) et deux jaunes intercalées entre les vertes. Cet agencement ressemble au dessin du drapeau du Liberia. Ce drapeau a été adopté au moment de l’indépendance le 27 avril 1960.
Il a été conçu à l'issue d'un concours lancé dans le pays en prévision de l’indépendance et remporté par le peintre Paul Ahyi (1930-2010), considéré comme l'un des plus grands artistes africains de sa génération,.

## Symbolisme
Ce drapeau se compose de cinq bandes horizontales de même largeur et de couleurs verte (en haut et en bas) alternant avec des bandes jaunes. Une étoile blanche à cinq pointes est figurée sur un carré rouge placé dans le coin supérieur du côté de la hampe.
Les cinq bandes horizontales correspondent aux cinq différentes régions du pays. 
- Le carré rouge est destiné à exprimer de la charité, de la fidélité, de l’amour, de ces vertus cardinales qui font aimer ses semblables et sacrifier sa vie, s’il le faut, pour le triomphe des principes d’humanité et le recul des frontières de misères humaines.
- Le vert symbolise la vertu, l’espérance, la fertilité et l'agriculture.
- Le jaune symbolise la foi dans le travail pour le bien-être matériel, moral et spirituel; c’est là le Credo du peuple togolais.
- L'étoile blanche symbolise la pureté. Cette couleur rappelle à tous les citoyens de se montrer dignes de l’indépendance de leur Nation.

Les proportions sont celles d’un rectangle d'or (1 :1,618).

## Anciens drapeaux

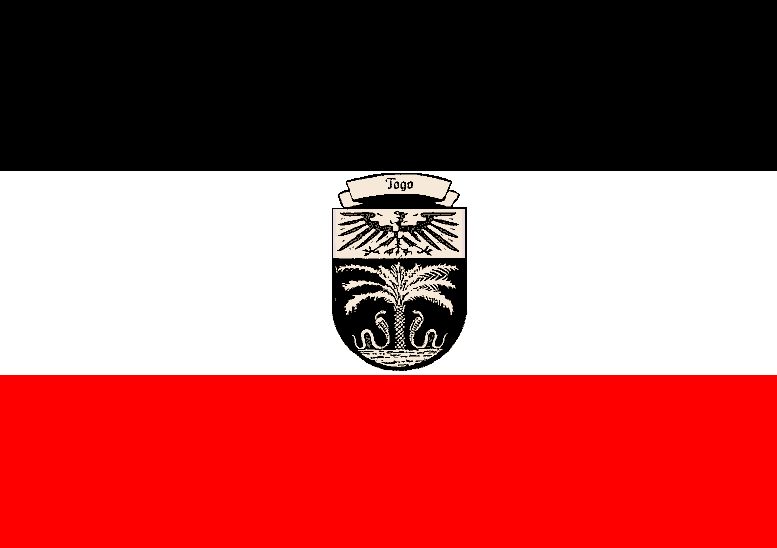
Drapeau du Togoland allemand (projet de 1914)
Drapeau de la république autonome du Togo de 1957 à 1958
Drapeau de la république autonome du Togo de 1958 à 1960